# Krimifestival München
Das Krimifestival München ist eines der größten internationalen Krimifestivals im deutschsprachigen Raum und findet seit 2003 jährlich im Frühjahr in München statt. Über 100 hochkarätige Krimiautoren aus aller Welt kommen jedes Jahr zur Spurensuche an die Isar. Seit 2005 wird der Agatha-Christie-Krimipreis im Rahmen des Krimifestivals München verliehen. 

## Geschichte
Das Krimifestival München wurde von Autorin Sabine Thomas und ihrem Lebensgefährten Andreas Hoh im Jahr 2003 gegründet. Seit dem Tod von Andreas Hoh im Jahr 2018 führt sie die Veranstaltung in Eigenregie weiter. Entstanden ist das Krimifestival aus der Criminale, die im Jahre 2002 in München gastierte. 
Ein Highlight des Festivals war die Teilnahme von Krimi-Autor Stephen King im Jahr 2013. Im Jahr 2024 feierte das Krimifestival sein 20-Jahr-Jubiläum.

## Autoren und Künstler

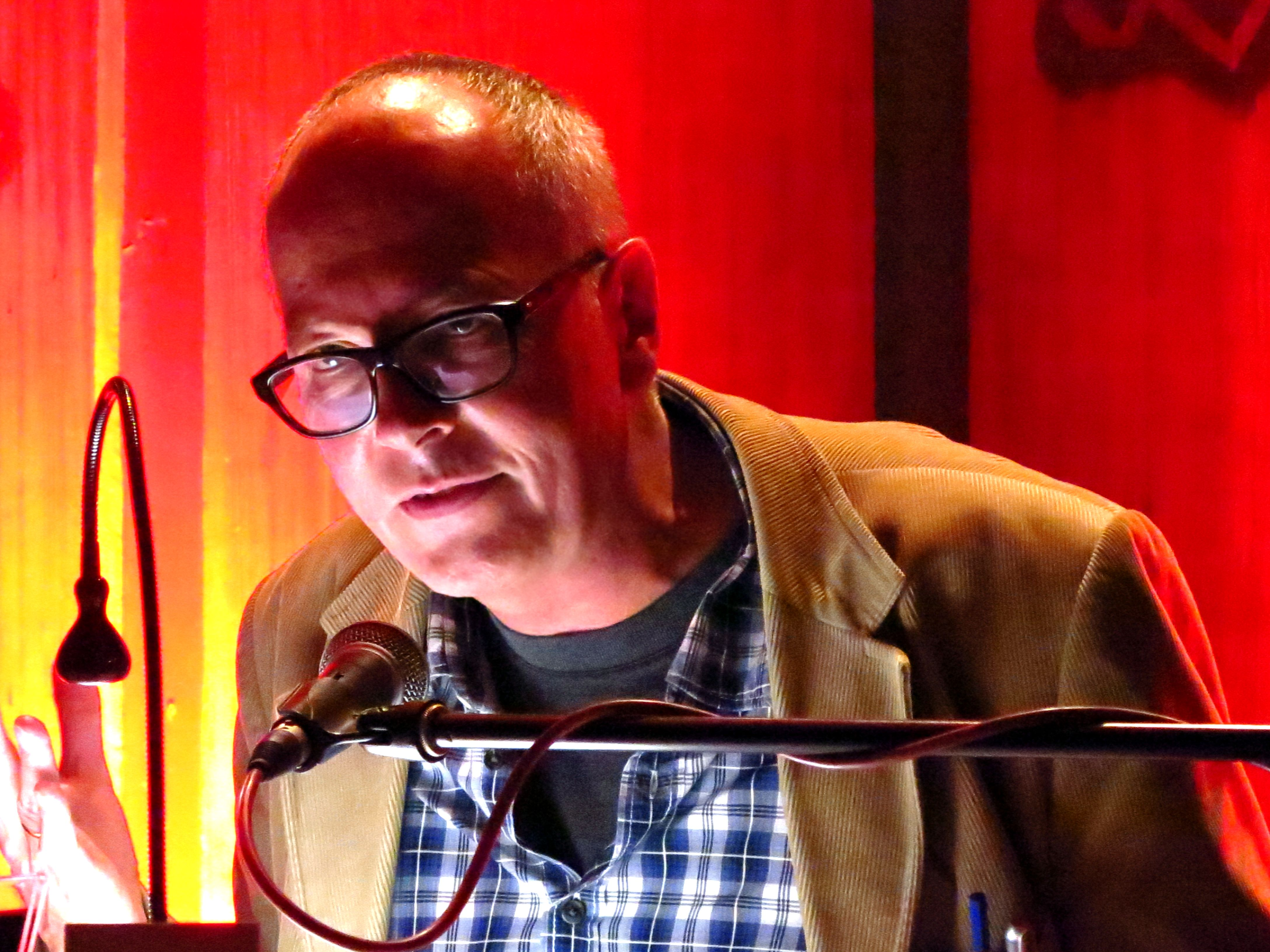
Andreas Föhr liest im Wappensaal des Hofbräuhauses

Viele bedeutende Autoren und Künstler aus München und der ganzen Welt waren bereits Teil des Krimifestivals München – z. B. Friedrich Ani, Simon Beckett, Fred Breinersdorfer, Andreas Föhr, Amelie Fried, Robert Hültner, Volker Klüpfel und Michael Kobr, Henning Mankell, Jörg Maurer, Miroslav Nemec, Ingrid Noll, Dagobert Lindlau, Robert Wilson, Gabriele Wolff, Manfred Zapatka u. v. a.

## Veranstaltungsorte
Kultur- und Bildungsinstitutionen
- Amerika-Haus

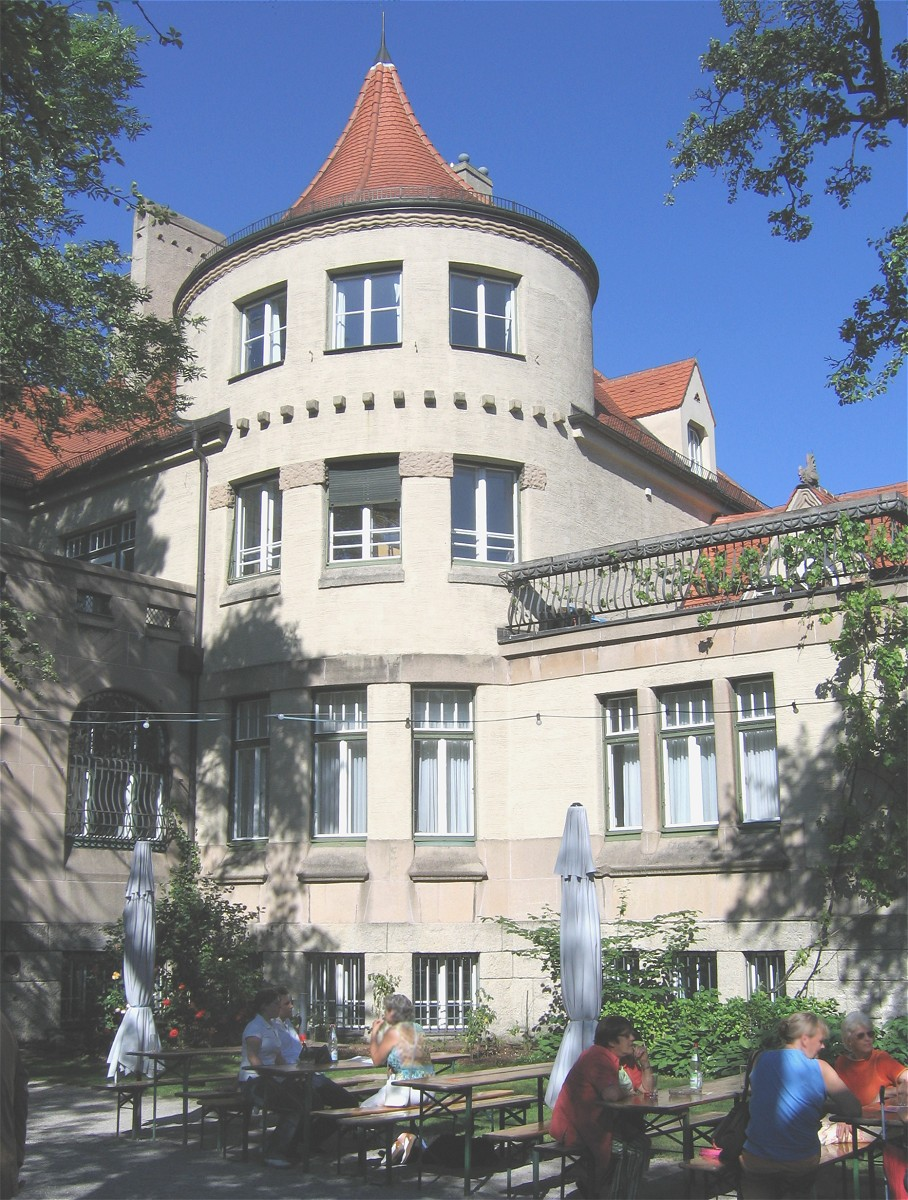
Seidlvilla

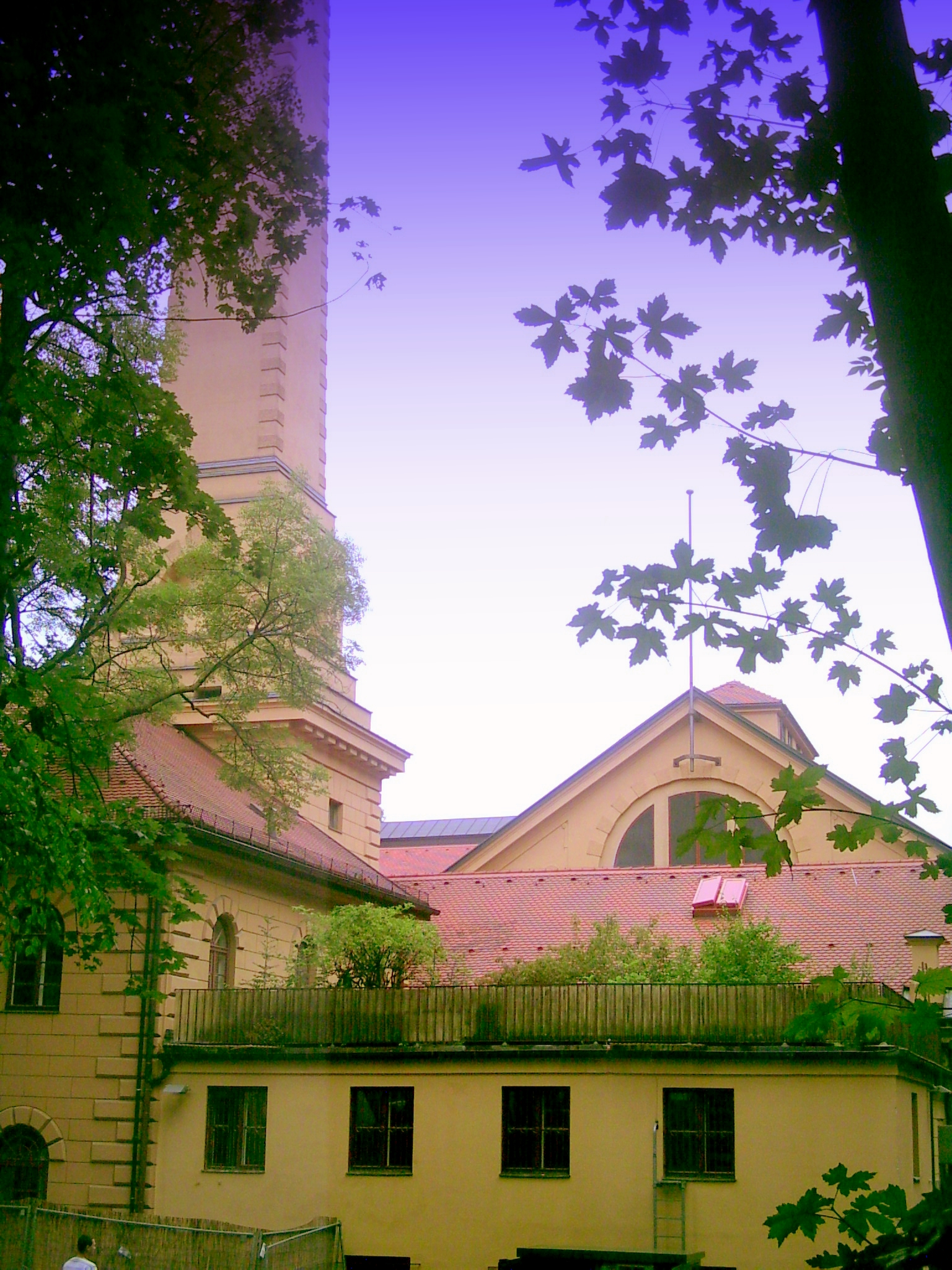
Muffatwerk mit Muffathalle und Club Ampere

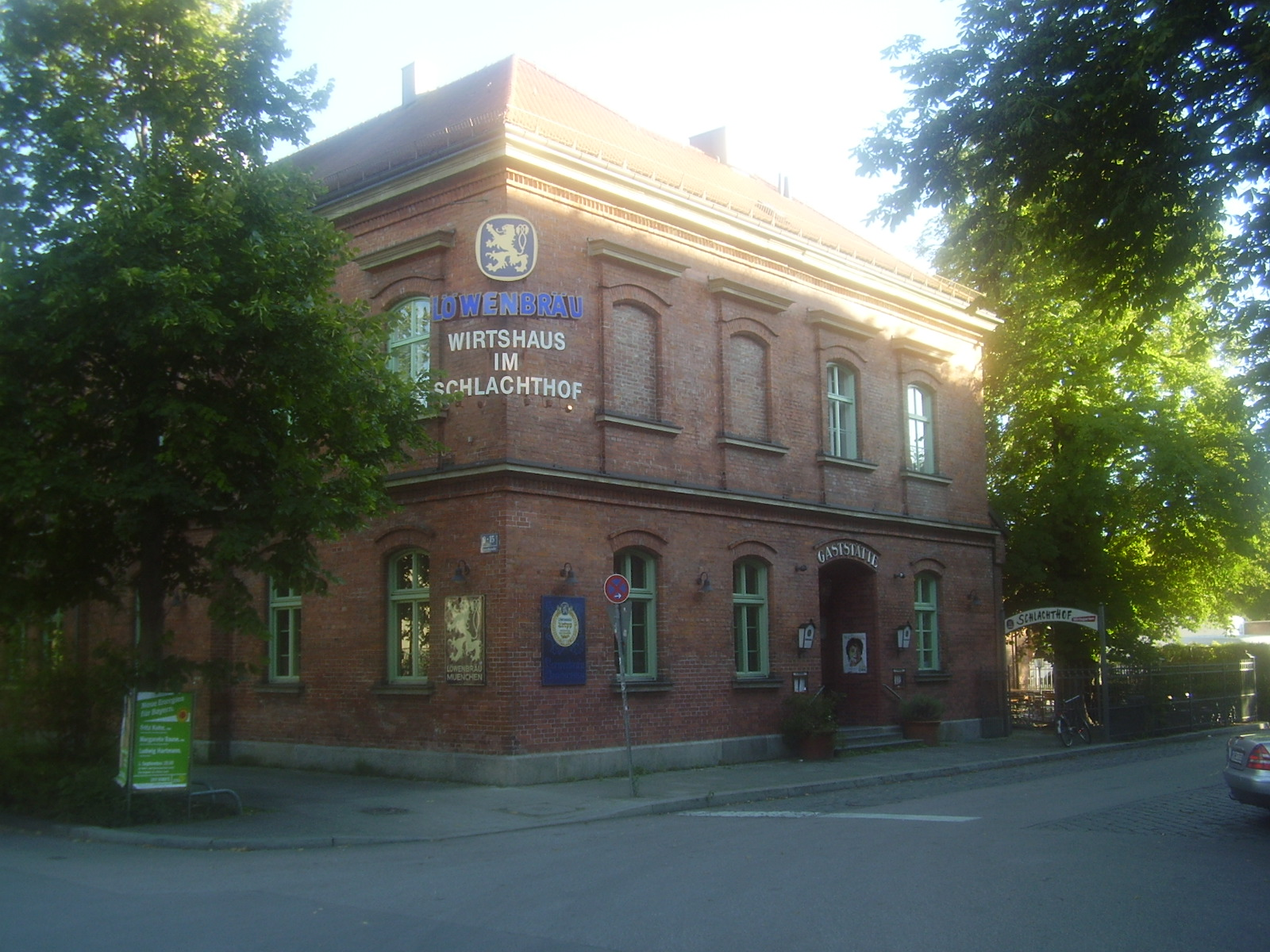
Wirtshaus im Schlachthof

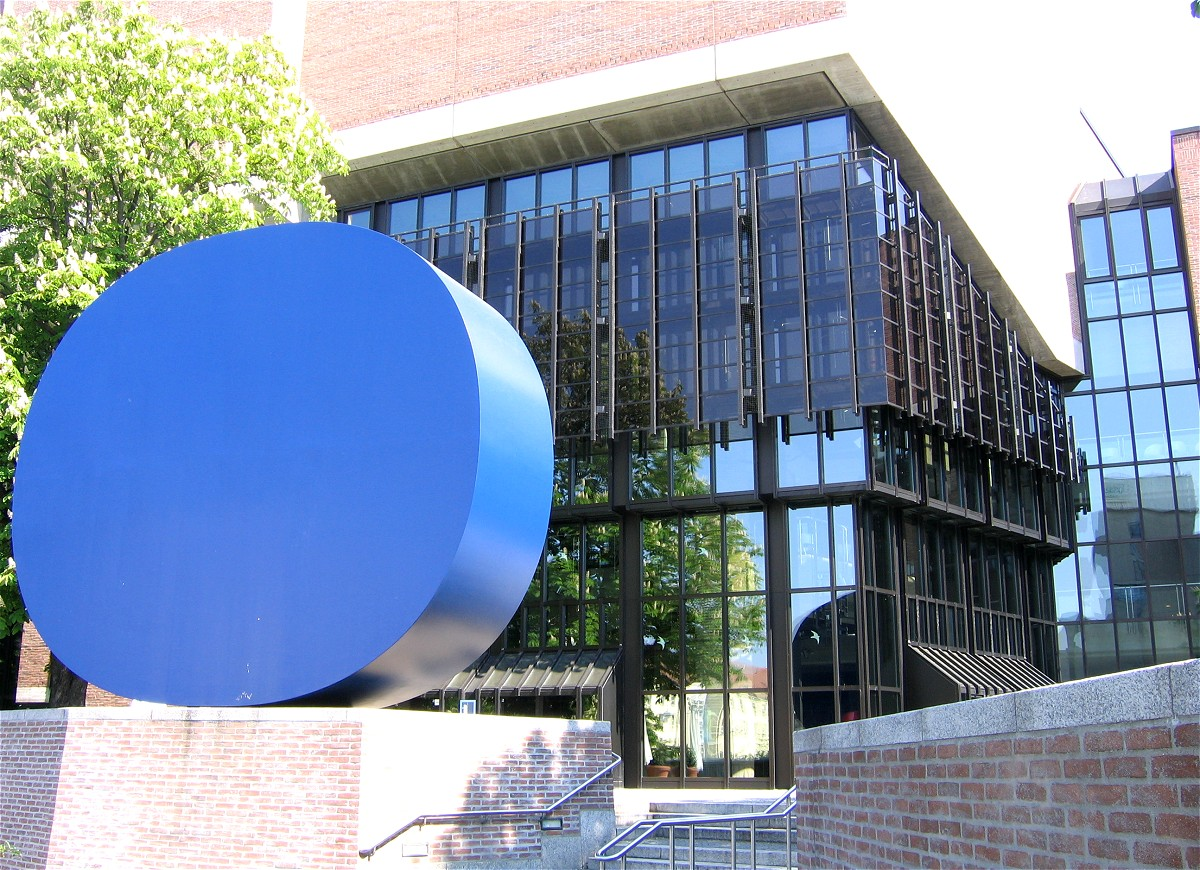
Kulturzentrum Gasteig – Hauptsitz der Münchner Volkshochschule und der Münchner Stadtbibliothek

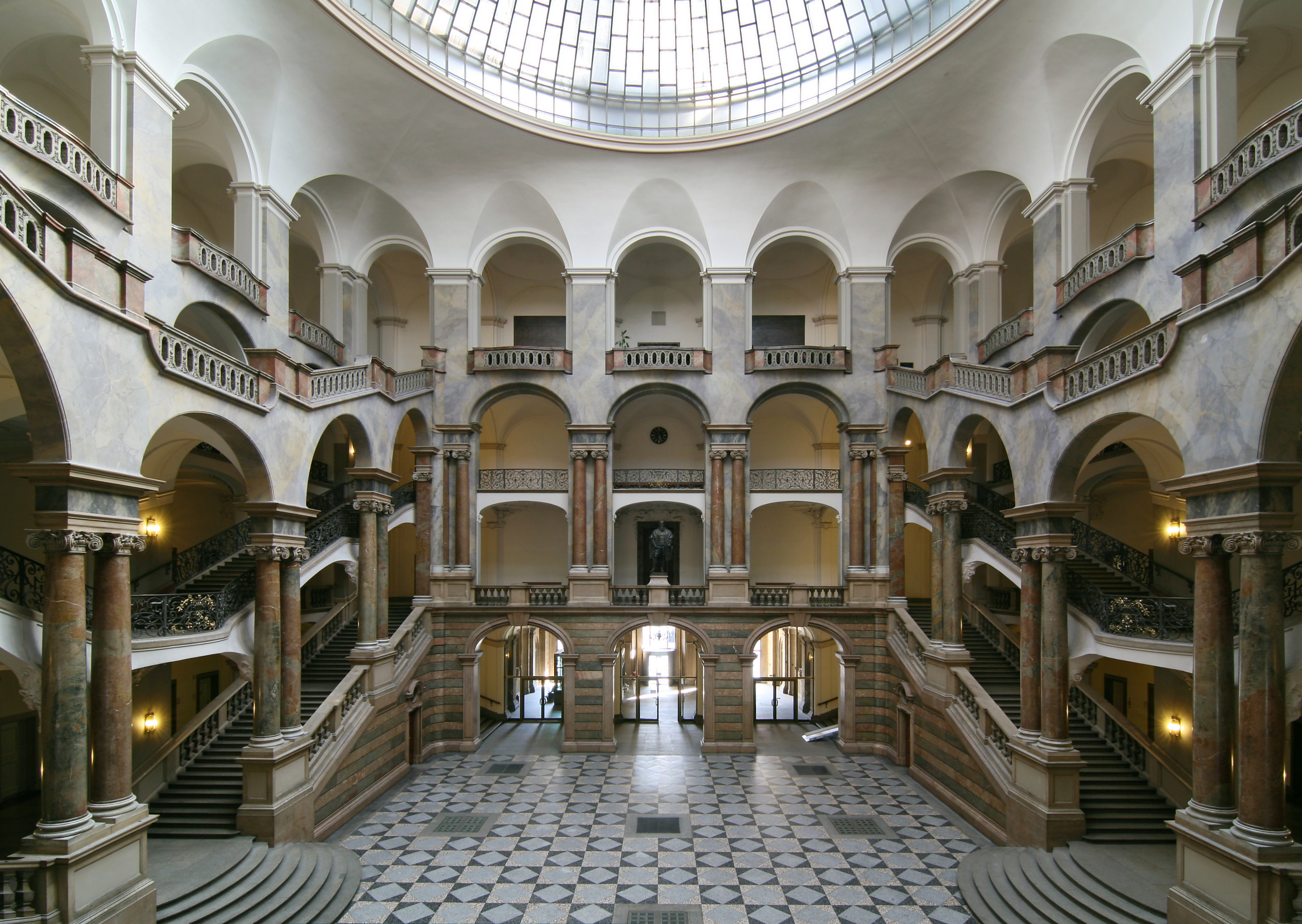
Justizpalast München: Lichthof und Treppenanlage

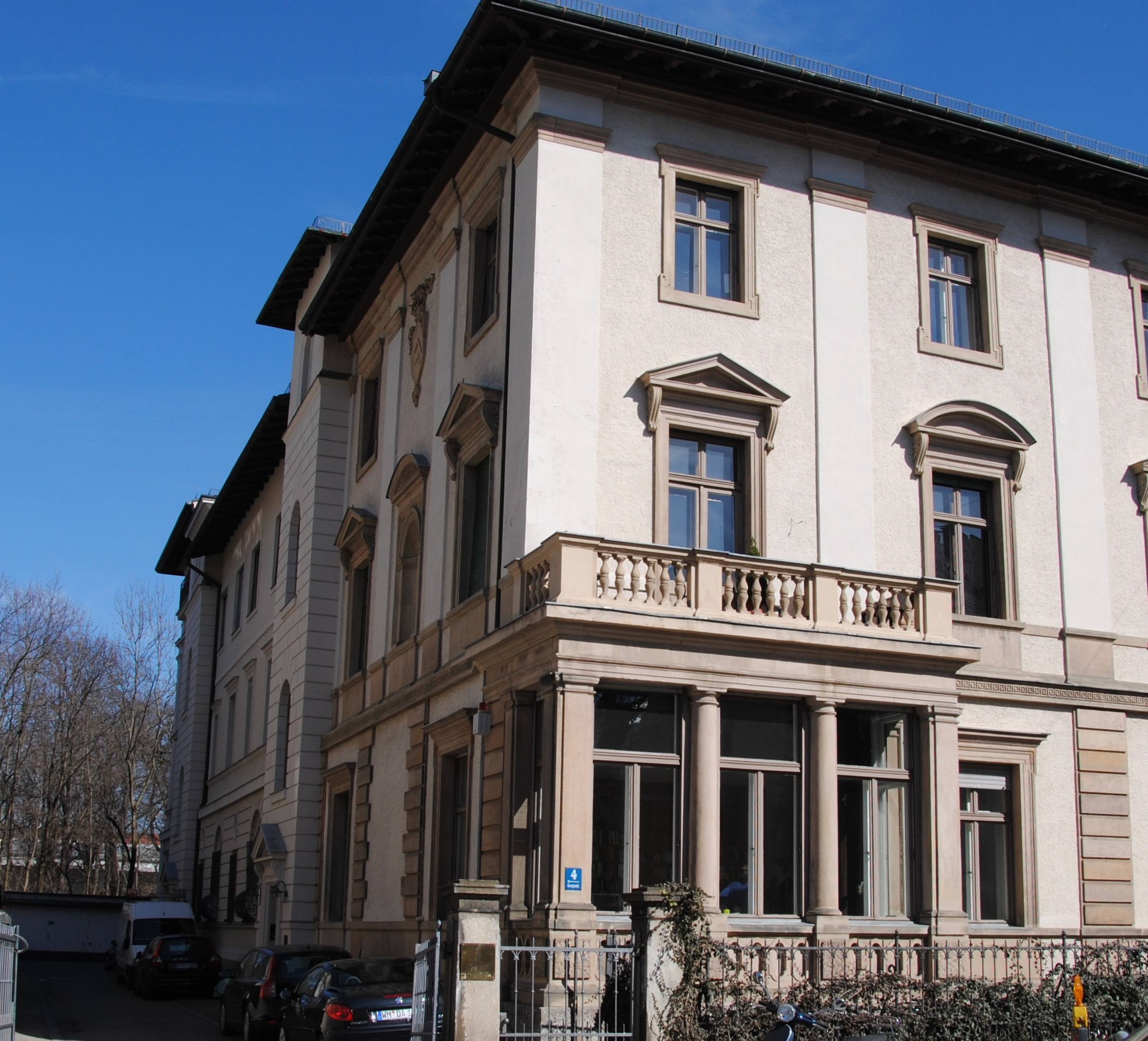
Das Verlagsgebäude des Piper-Verlags in der Georgenstraße 4 in München ist eine von August Thiersch erbaute Villa.

- Israelitische Kultusgemeinde München und Oberbayern
- Juristische Bibliothek im Rathaus
- Literaturhaus München
- Münchner Stadtbibliothek und deren Stadtteilbibliotheken
- Münchner Volkshochschule
- Pasinger Fabrik
- Rockmuseum Munich (Olympiaturm)
- Schloss Seefeld
- Seidlvilla
- Schweizer Haus

Buchhandlungen
- Hugendubel
- Colibris
- Buchhandlung glatteis
- Buchhandlung Hacker
- Buchhandlung Max & Milian

Clubs, Bars und Cafés
- Club Ampere
- Boxfabrik
- Café am Beethovenplatz
- Café Dukatz,
- Café Regenbogen
- Café Ruffini
- Dichtung & Wahrheit
- Hofbräuhaus München
- Funky Kitchen
- Jazzbar Vogler
- Muffathalle
- Nightclub Tiffany
- Restaurant "Alter Wirt" in Grünwald
- Schelling-Salon
- Substanz
- Schlachthof

Theater
- Drehleier
- Black Box (Gasteig)
- Heppel & Ettlich
- Hinterhof Theater

Weitere Orte
- Bayerisches Landeskriminalamt
- Goldschmiede Fuhrmann-Mauz
- Jaques Weindepot
- Justizpalast
- Justizvollzugsanstalt Neudeck
- Justizvollzugsanstalt Stadelheim
- Kokon
- Krimi-Tram
- Pathologisches Institut
- Polizeipräsidium München
- Tierpark Hellabrunn
- Bayerisches Staatsministerium des Innern

## Sponsoren und Partner
Verlage
- Goldmann Verlag
- Hugendubel

Kultur- und Bildungsinstitutionen
- Kulturreferat der LH München seit 2003

Weitere Partner
- SKY (2013)